# Bielsko-bialska wyspa językowa

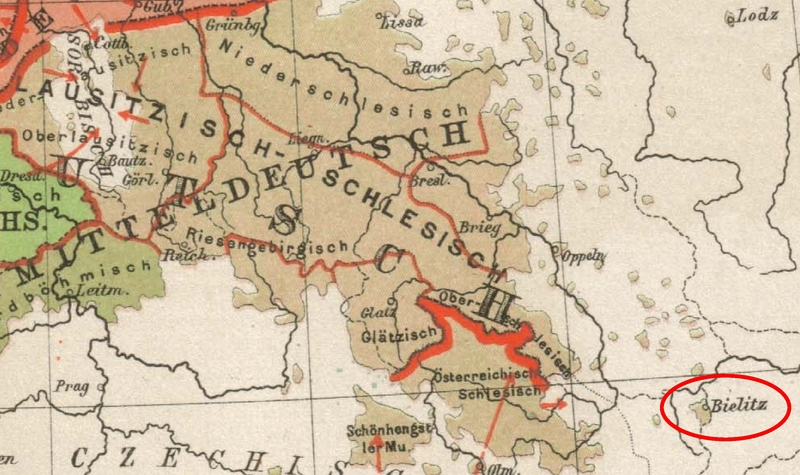
Bielsko-bialska wyspa językowa na mapie dialektów niemieckich z leksykonu Brockhausa (1894)

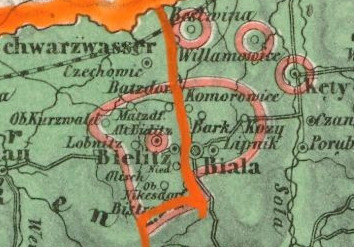
Na mapie etnograficznej Cesarstwa Austriackiego Karla Freiherra von Czörnig (1855)

Bielsko-bialska wyspa językowa (niem. Bielitz-Bialaer Sprachinsel) – niemiecka wyspa językowa istniejąca od XIII wieku do roku 1945 na pograniczu Śląska Cieszyńskiego i zachodniej Małopolski, w obrębie kilkunastu miejscowości, z których większość wchodzi dziś w granice miasta Bielska-Białej.

## Historia i obszar

### W średniowieczu

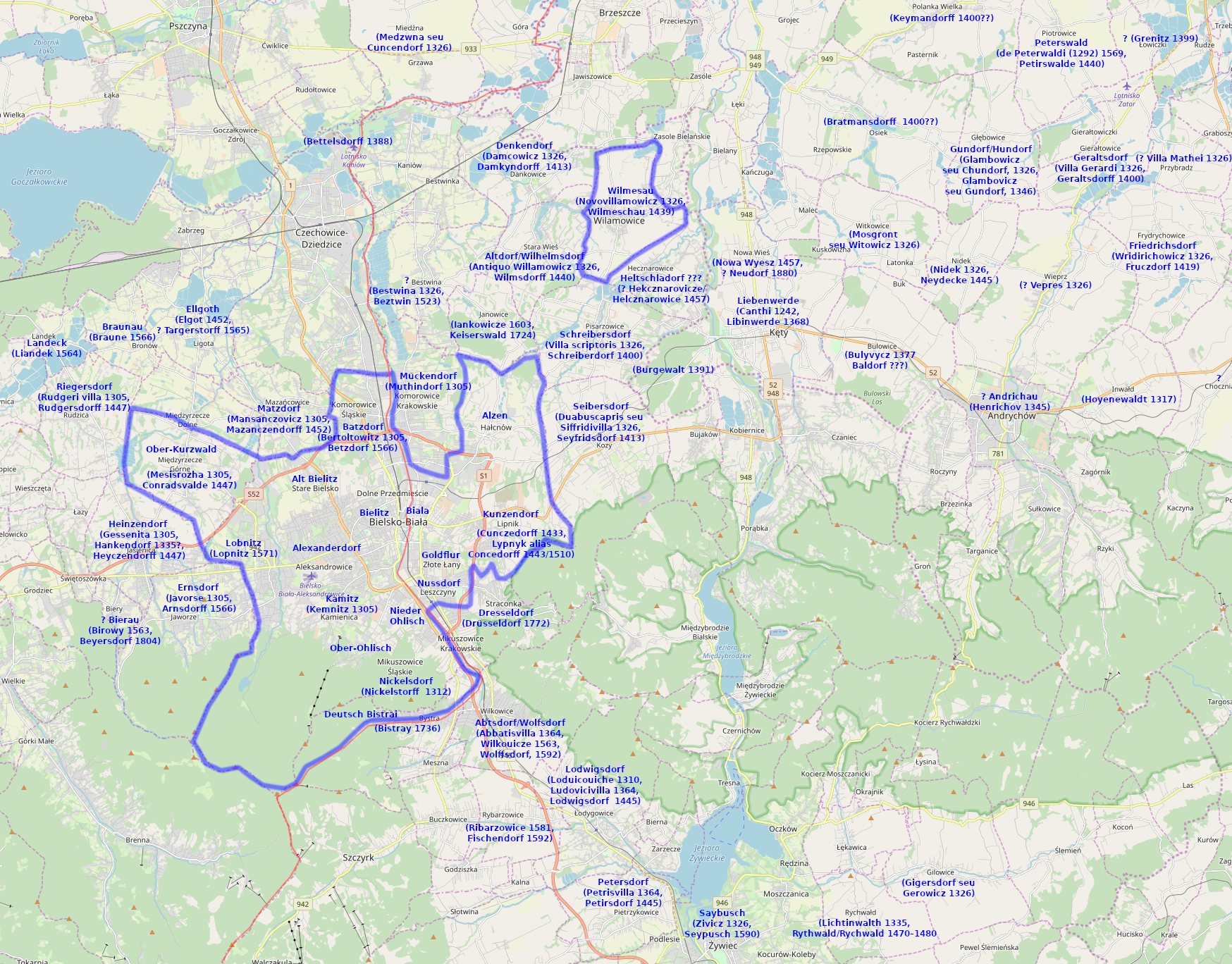
granice wyspy językowej pod koniec XIX wieku i wcześniejsze wzmianki powiązanych z nią miejscowości

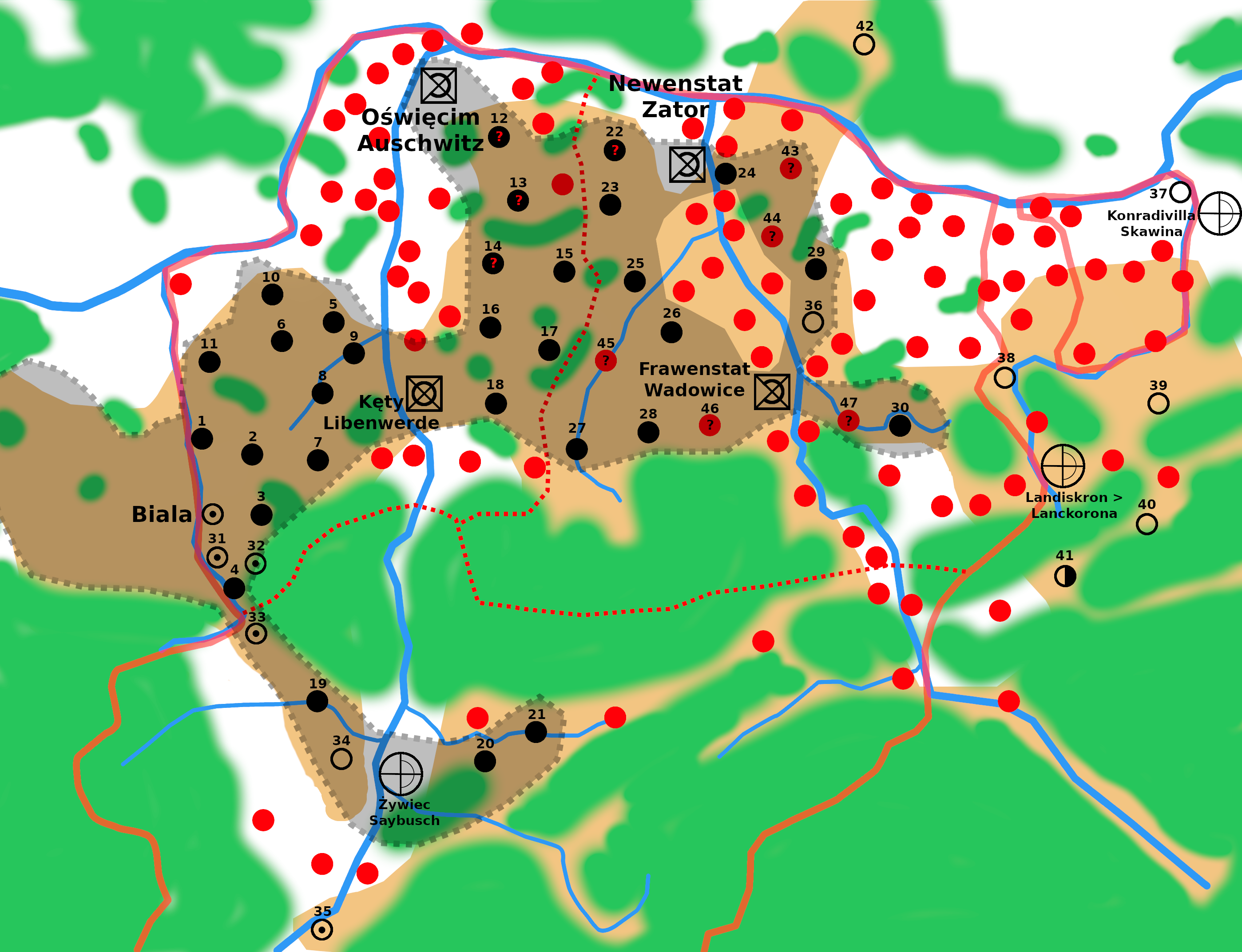
     Wersja „maksymalistyczna” Kurta Lücka niemieckiego osadnictwa w XV wieku w księstwach oświęcimskim i zatorskim (gdzie wyspa obejmowałaby 5 miast i blisko 40 wsi)
Obszar wyspy, choć stanowiący pod wieloma względami jedną całość, był przez stulecia rozdzielony granicą administracyjną na rzece Białej, począwszy od podziału między kasztelanią cieszyńską i oświęcimską, od 1315 roku granicą księstwa cieszyńskiego i oświęcimskiego, która później stała się granicą między ziemiami korony czeskiej i polskiej (1457–1772). Zawsze też podzielona była granicą kościelną między diecezją wrocławską i krakowską.
Terytorium wyspy położone było na początkowo słabo zaludnionym przedgórzu Beskidów. Sam fakt podarowania kasztelanii oświęcimskiej na rzecz księcia raciborskiego pod koniec XII wieku pozwala domniemywać swoistą pustkę osadniczą. Obszar ten nie był jednak bezludny, w XII wieku funkcjonowało już np. grodzisko w Starym Bielsku. Początki wyspy sięgają trzeciej tercji XIII wieku, kiedy książę cieszyńsko-oświęcimski Mieszko rozpoczął intensywną kolonizację obszaru swojego księstwa, w tym również kolonistami z Frankonii i innych krajów Świętego Cesarstwa. Bez wątpienia brali oni pewien udział również w zasiedlaniu terenów dalej na wschód, np. nad Skawą. Jednak określenie wymiaru i zasięgu tego osadnictwa, szczególnie na wschodzie, budziło kontrowersje już od XIX wieku. Niejako wersję „maksymalistyczną” przedstawił Kurt Lück w swoim obszernym dziele z 1934, w którym doliczył się kilkudziesięciu niemieckich wsi w średniowieczu na obszarze księstwa oświęcimskiego i zatorskiego, a nawet podejrzewał, że niemieccy osadnicy mogli żyć również w takich wsiach jak Wieprz, Chocznia, Spytkowice, Bachowice czy Klecza, niejako rozciągając niemiecką wyspę aż za Skawę. Autor przyjął jednak szerokie i tendencyjne kryteria. Ostrożniej obszar pierwotnego zwartego osadnictwa niemieckiego określał w 1981 badacz Gerhard Wurbs jako sięgający od Jasienicy (Heinzendorf), Rudzicy (Riegersdorf) i Landeka (Landeck) po Kęty (Liebenwerde), Nową Wieś (Neudorf) i Nidek (Niedeck).
Współcześni polscy historycy są jeszcze bardziej ostrożni w tym zakresie, biorąc pod uwagę, że często jedyną sugestią na ten temat jest forma zapisu nazwy w źródłach historycznych. Przybyli osadnicy czasem przejmowali już istniejące nazwy słowiańskie (czego najjaskrawszym przykładem jest nazwa miasta Bielsko). Mniej wątpliwości pozostawiają zupełnie nowe nazwy. Tak np. pierwszy zapis nazwy Mikuszowic z 1312 w postaci Nickelstorff sugeruje osadników obcych, zapewne pochodzących z Niemiec, którzy stanowili podstawowy trzon osadniczy zakładanej wioski. Inne miejscowości były z początku zapisywane jedynie w formie słowiańskiej, jak Jasienica (Gessenita), Jaworze (Javorse), Lipnik, czy Kęty (Canthi), a ich niemieckie nazwy są młodsze. Innym razem nie były one ani niemieckie ani polskie, lecz łacińskie, jak np. Rudgeri villa (Rudzicy), w tym wypadku można jedynie założyć, że pierwszym właściciel lub zasadźcą był jakiś Niemiec, a jedynie prawdopodobne jest, że większość z pierwszych osadników było Niemcami. W tym samym źródle co Rudgeri villa wymienione są dwie położone obok siebie wsie Bertoltowitz i Muthindorf, które dały początek dzisiejszym Komorowicom. O ile druga wieś, podobnie jak Mikuszowice, jest bezsprzecznie niemiecka, to pierwsza o ile wywodzi się od niemieckiego imienia Bertold to końcówka nazewnicza jest typowo polska (-(ow)ice), co wskazuje, że jej pierwsi mieszkańcy byli (w większości) polskiego pochodzenia. Ta sama miejscowość, Bertoldowice, była około dwadzieścia lat później w krakowskim spisie płatności sześcioletniej dziesięciny dekanatu Oświęcim zapisana w formie łacińskiej jako villa Bertholdi. Dlatego taka łacińska nazwa nie jest podstawą do określenia wsi jako niemieckiej, choć pozostawia taką możliwość. Wspomniany wyżej spis parafii dekanatu oświęcimskiego stosował też nazwy podwójne jak np. Mosgront seu Witowicz (Witkowice), Gigersdorf seu Gerowicz (Gilowice), Medzwna seu Cuncendorf (Miedźna), których nazwy niemieckie z reguły w kolejnych spisach świętopietrza zostały wyparte przez nazwy polskie (z wyjątkiem Mosgrunt). Spis ten podaje również imiona proboszczów, gdzie obok typowo słowiańskich jak Venceslaus w Grojcu pojawiają się niemieckobrzmiące jak np. Henricus w Starej Wsi, Willielmus w Pisarzowicach, Rudgerus w Dankowicach, czy Theodoricus w Bestwinie, jednak takie kryterium może być zwodnicze. Szczególnym przypadkiem była podwójna nazwa Duabuscapris seu Siffridivilla, dla których pierwsza nazwa została zastąpiona polską nazwą Kozy, a druga niemiecką nazwą Seyfridsdorf (pierwsza wzmianka w 1413). Kwestią interpretacji są też pierwsze wzmianki o Wilamowicach (Novovillamowicz) i Starej Wsi (Antiquo Willamowicz), które zakończone były polską końcówką -ice i można też wywodzić od łacińskiego villa nova, czyli nowa wieś. Jednoznacznie niemieckie nazwy wywodzone od imienia Wilhelm pojawiły się w XV wieku, kolejno Wilmeschau (1439) i Wilmsdorff (1440).
Od 1331 roku język łaciński w dokumentach w Księstwa Cieszyńskiego zaczął być stopniowo zastępowany językiem niemieckim, szczególnie w tych wystawianych dla Niemców. Nie inaczej sytuacja wyglądała w sąsiednim Księstwie Oświęcimskim, gdzie przykładem takiego dokumentu był wystawiony wpierw w Zatorze a potwierdzony przez króla Wacława IV w Pradze w maju 1400 dokument wymieniający obok nazw polskich niektóre miejscowości jedynie w języku niemieckim m.in. Newenstat (Zator), Frawenstat (Wadowice), Bratmansdorf, Keymansdorf, Geraltsdorf (Gierałtowice), Peterswalt (Piotrowice), Hartmansdorf, czy Beigelsdorf (Wiglowice). W drugiej ćwierci XV wieku dociera tu kolejna znacząca fala osadnictwa niemieckiego, kiedy to w dokumentach po raz pierwszy pojawiło się wiele niemieckich nazw miejscowości. Pomija je zupełnie dokument sprzedaży księstwa oświęcimskiego Koronie Polskiej przez Jana IV oświęcimskiego wystawiony 21 lutego 1457, używający tylko i wyłącznie polskie nazwy wszystkich czterdziestu siedmiu sprzedawanych miejscowości.
Wiek piętnasty był bardzo niespokojny, szczególnie po wybuchu wojen husyckich. Charakteryzował się m.in. wysokim stopniem rozbójnictwa, co mogło doprowadzić do ruchów migracyjnych i wręcz opustoszenia niektórych wsi, np. villa Zebothonis (Przybradz), Wilkowice. Józef Putek starał się wręcz wykazać, że ludność pochodzenia niemieckiego, w tym szczególnie rycerstwo, duchowieństwo i patrycjat miejski, została wypędzona lub nawet wymordowana. W takich okolicznościach Oświęcim utracił kontrolę nad Kotliną Żywiecką, a Korona Polska przejęła władzę zwierzchnią nad księstwami oświęcimskim i zatorskim.

### W dobie nowożytnej
Doba nowożytna charakteryzowała się kilkoma zjawiskami. Potomkowie kolonistów niemieckich zakładali nieliczne nowe miejscowości (niem. Tochtersiedlungen). Największą okazało się późniejsze miasto Biała. Blisko Bielska powstały również Straconka (Dresseldorf), Leszczyna (Nussdorf), Wapienica (Lobnitz) czy dwie Olszówki. W dwóch ostatnich przypadkach nowe osady otrzymały od początku nazwy pochodzenia słowiańskiego, a nie niemieckiego, co może świadczyć o niewielkim, ale starszym osadnictwie polskim na ich terenie. Mieszany charakter narodowościowy miały dwie nowo założone wsie po stronie śląskiej: Landek i Bronów, a po drugiej stronie np. na nowo założone w drugiej połowie XVI wieku Wilkowice. W szesnastowiecznych dokumentach obok nazw polskich dalej, najczęściej sporadycznie, przewijały się niemieckie nazwy wsi, np. Ernsdorf (po raz pierwszy użyta w tym wieku nazwa wsi Jaworze), Betzwin (Bestwina), Fischendorf (Rybarzowice), Wolffsdorf (Wilkowice), Targerstorff (być może Ligota).
W XVI wieku do Bielska dotarła również reformacja. Na terenie Księstwa Cieszyńskiego w pierwszej kolejności nauki Lutra upowszechniły się właśnie w najbardziej niemieckim wówczas na jego obszarze Bielsku, już na przełomie lat 30. i 40. XVI wieku. Z kolei w należących już od 1457 do Polski miejscowościach rozpowszechnił się kalwinizm. Zwalczająca go później kontrreformacja mogła przyczynić się do polonizacji niemieckich wsi. Np. około 1760 nowi właściciele Kóz rozpoczęli silne prześladowania pozostałych w miejscowości ewangelików, z których w 1770 ponad 300 uciekło do Prus i tam założyło miejscowość Hołdunów, która przez długi czas zachowywała niemiecki charakter w otoczeniu polskim (również stanowiła wyspę językową).
Cennym źródłem z tego okresu nie przemilczającym sytuacji językowej w parafiach rzymskokatolickich były raporty z wizytacji biskupich. Wówczas np. Jasienica i Rudzica występowały zarówno pod nazwami polskimi i niemieckimi, jednak wśród mieszkańców dominował język polski. W Jaworzu początkowo przewagę nad niemiecką miała ludność polska, ale z czasem wzrastało znaczenie języka niemieckiego, np. w szkole. Odwrotnie było w Międzyrzeczu (Górnym), gdzie wizytator odnotował hoc plane non est tolerandum, ut populo Germanico, qualis est in villa Kurtzwaldt praesit sacerdos talis, qui illorum linguam ignorans, nonnisi Polonice concionatur. Zapis ten również pozwala wywnioskować, że na ogół w regionie (dekanatu bielskiego) większość mieszkańców posługiwała się językiem polskim, w tym np. w zdominowanym później przez żywioł niemiecki Kamienicy. Polonizowały się również Komorowice, które do XVII wieku funkcjonowały konsekwentnie pod nazwą Mückendorf, a w XVIII wieku zaczęła obok niej występować dzisiejsza polska nazwa.

### Zjednoczenie wyspy po 1772 roku

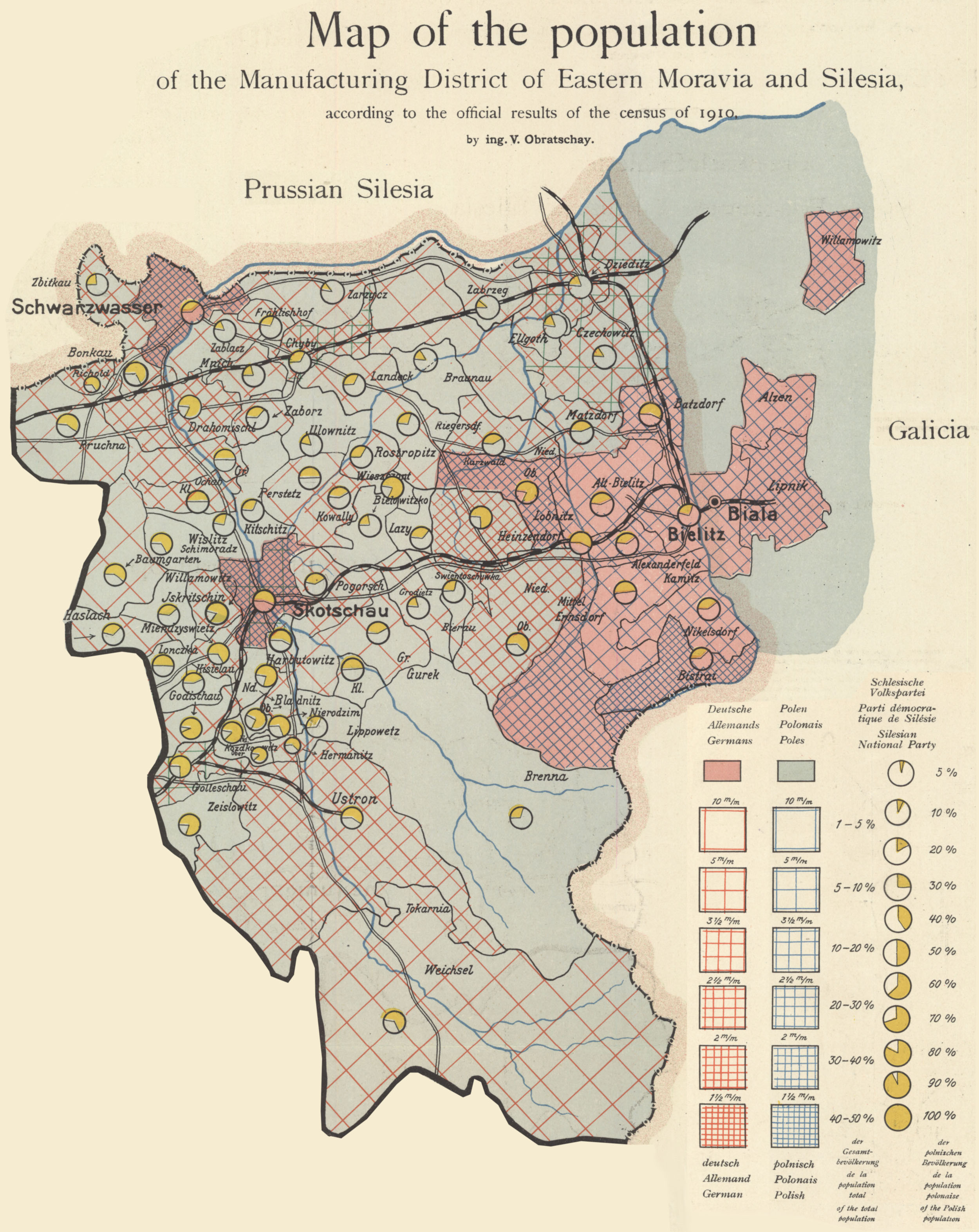
Gminy z przewagą mieszkańców niemieckojęzycznych w powiatach bielskim i bialskim w 1910 roku
Od I rozbioru Polski w 1772 obie części wyspy językowej znalazły się w obrębie habsburskiej Austrii, a granica na Białej stała się wewnętrzną granicą państwa Habsburgów. Rozpoczęło to nową erę germanizacji w przyłączonej do państwa Habsburgów tzw. Galicji. Biała była punktem wypadowym kolonizacji józefińskiej. Germanizacja wzmogła się tu szczególnie w latach 1820 do 1850, kiedy to na mocy patentu Franciszka I ziemie dawnego księstwa oświęcimsko-zatorskiego wyłączono z kraju koronnego Galicji i Lodomerii i włączono je do posiadłości czesko-morawskich, co oznaczało też inkorporację do Związku Niemieckiego.
W opisie Śląska Cieszyńskiego autorstwa Reginalda Kneifla z 1804 roku Bielsko było jedynym miastem całkowicie niemieckojęzycznym (w pozostałych był często wyuczonym językiem słowiańskich mieszkańców). Język niemiecki dominował również w Starym Bielsku, Batzdorfie (przy czym Komorowice były polskojęzyczne). Aleksandrowicach, Kamienicy i Wapienicy. Międzyrzecze, Franciszkowice, Mikuszowice, obie Olszówki i Bystra były językowo mieszane.
W pierwszej połowie XIX wieku rozpoczęła się doba industrializacji i nastąpił stopniowy rozwój demograficzny Bielska i Białej. Wzrastała liczba osób przyjezdnych i do 1890 odsetek mieszkańców Bielska z prawem pobytu (miejscowych) spadł do 31,6%. W 1860 uznano język polski za jeden z jego języków krajowych Śląska Austriackiego, co umożliwiło jego od dawna niespotykany swobodny rozwój. Miejscowi działacze niemieccy poczuli się zagrożeni utratą niemieckiego charakteru obu miast. Ograniczali osiedlanie się robotników, głównie pochodzących z katolickiej Galicji, którzy z konieczności osiedlali się w podbielskich wsiach. Jednocześnie starali się stwarzać jak najlepsze warunki dla imigracji ludności niemieckiej. Przyjezdni Żydzi i wielu Polaków traktowało przyjazd do miasta jako drogę do awansu ekonomicznego i społecznego, chętnie asymilując się. Deklaracje językowe w spisach z lat 1880 do 1910 nie zmieniły się znacznie w śląskim mieście, przewagę 4/5 posiadał język niemiecki. Kilkanaście procent mieszkańców deklarujący język polski w większości stanowili zasiedziałe od kilku pokoleń rodziny. Gorsze warunki dla zachowania języka i kultury niemieckiej zapanowały po wschodniej stronie granicy, gdzie znajdowały się cztery niemieckie miejscowości – Biała, Lipnik, Hałcnów i Wilamowice, zwłaszcza po wprowadzeniu autonomii galicyjskiej w latach 60. XIX wieku i daleko idącej polonizacji życia publicznego w tej prowincji.

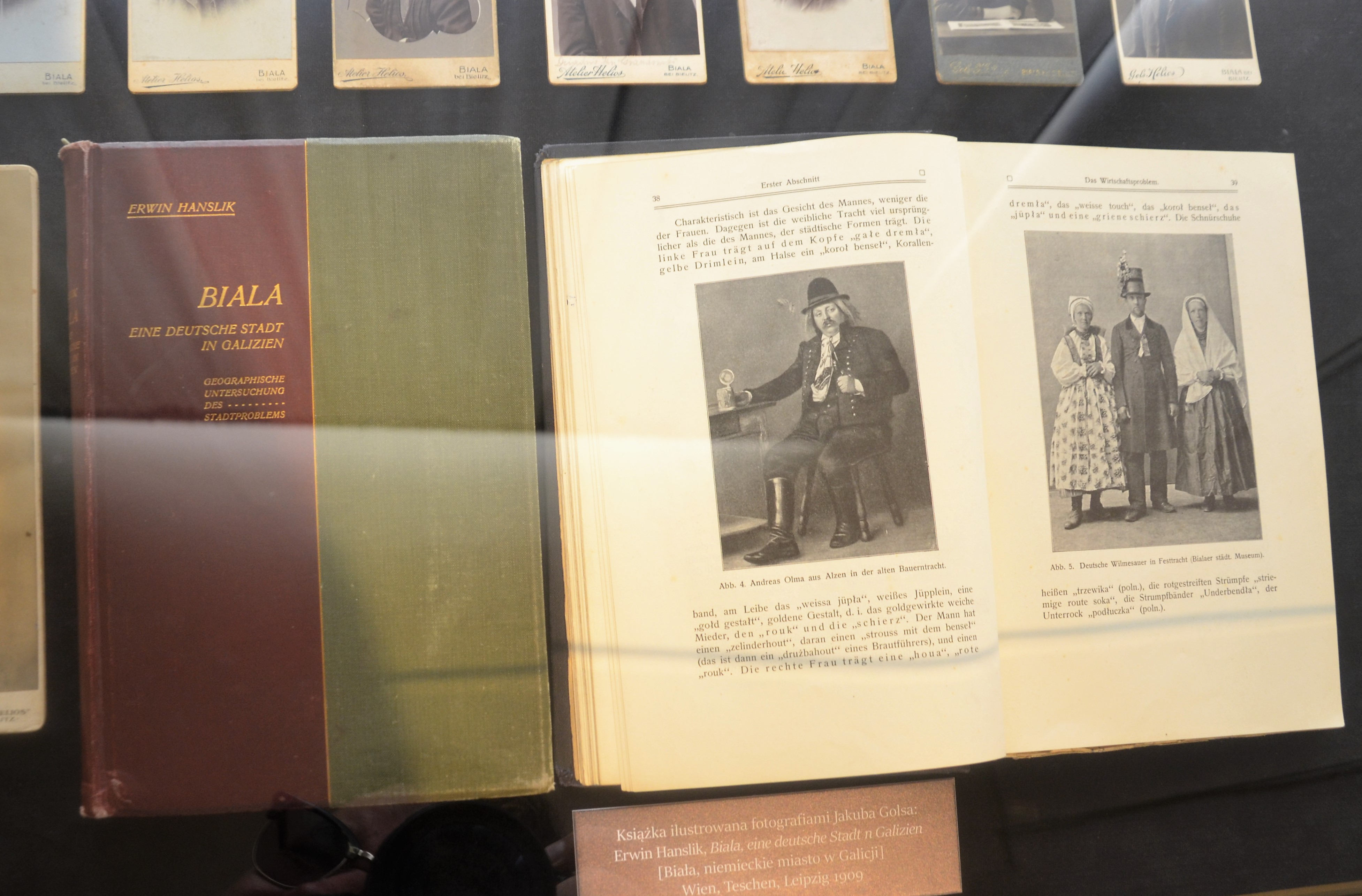
Biala. Eine deutsche Stadt in Galizien (Biała. Niemieckie miasto w Galicji) – publikacja Erwina Hanslika z 1909

Sytuacja językowa w Białej była nieco bardziej skomplikowana niż w Bielsku: około 1/3 mieszkańców stanowili świadomi Niemcy, podobną liczebnie część tworzyli świadomi Polacy, pozostali natomiast, w głównej mierze osoby polskiego pochodzenia, deklarowali się różnie z przyczyn koniunkturalnych bądź aspiracji społecznych. Podobnie wyglądała sytuacja w Lipniku. W Hałcnowie rodowici mieszkańcy byli prawie wyłącznie Niemcami. Stanowiąca około 20% mniejszość polska pojawiła się najpierw w połowie XIX wieku i pochodziła głównie z Podhala. Strach przed polonizacją galicyjskiej części wyspy prowadził do prób oderwania tego przygranicznego obszaru od Galicji i przyłączenia do Śląska. Dwukrotnie, w 1879 i 1916, wystosowano w tej sprawie oficjalne petycje.
Przedmiotem kontrowersji w ramach polsko-niemieckiego konfliktu narodowościowego stało się też określenie zasięgu bielskiej wyspy językowej w przeszłości. Niemcy obwinili jej skurczenie się przynależnością do diecezji krakowskiej i rzekomo przymusowej polonizacji. W 1903 roku rada miasta Biała wystosowała odezwę do mieszkańców miasta celem wspomożenia założenia muzeum niemieckiego. Spotkało się to z komentarzem w gazecie Wieniec-Pszczółka:

W Białej rada gminna uchwaliła założyć muzeum niemieckie, dla ratowania pamiątek niemieckich, pozostałych na tej »wyspie niemieckiej« której obszar zmniejsza się znacznie z każdym rokiem. W odezwie do niemców tutejszych piszą panowie z Białej z lamentem tak: »Biała jest ostatniem niemieckiem miastem dawnych księstw Oświęcimia i Zatora, a Lipnik, Hałcnów i Wilamowice są ostatniemi niemieckimi wsiami dawnej wielkiej »nieprzerwanej wyspy niemieckiej która się rozciągała od Białki do Skawy.« Niemieckimi miastami były ich zdaniem Oświęcim, Zator, Kenty (które się miały nazywać Liebeswerde), Wadowice (Frauenstadt) i Żywiec. Do wsi niemieckich zaliczają: Pietrzykowice (Petersdorf), Łodygowice (Ludwigsdorf), Straconkę (Dresseldorf), Zebrzydowice (Siegfriedsdorf), Bestwinę, Nidek, Dankowice, Pisarzowice, Piotrowice, Włosienicę, Lanckoronę itd. wszystkich razem 25!

Do czasów nowoczesnych niemiecki charakter etniczny zachowało trzynaście miejscowości tworzących bielsko-bialską wyspę językową sensu stricto:
| Gmina                                                                         | Gmina   | Odsetek (%) niemieckojęzycznych (1880 do 1910) lub Niemców (1921) | Odsetek (%) niemieckojęzycznych (1880 do 1910) lub Niemców (1921) | Odsetek (%) niemieckojęzycznych (1880 do 1910) lub Niemców (1921) | Odsetek (%) niemieckojęzycznych (1880 do 1910) lub Niemców (1921) | Odsetek (%) niemieckojęzycznych (1880 do 1910) lub Niemców (1921) | Odsetek (%) niemieckojęzycznych (1880 do 1910) lub Niemców (1921) |
| ----------------------------------------------------------------------------- | ------- | ----------------------------------------------------------------- | ----------------------------------------------------------------- | ----------------------------------------------------------------- | ----------------------------------------------------------------- | ----------------------------------------------------------------- | ----------------------------------------------------------------- |
| Nazwa                                                                         | Region  | 1880                                                              | 1890                                                              | 1900                                                              | 1910                                                              | 1921                                                              | 1943                                                              |
| Miasto Bielsko (Bielitz)                                                      | Śląsk   | 86.5                                                              | 80.7                                                              | 84.3                                                              | 84.3                                                              | 61.9                                                              | 72                                                                |
| Miasto Biała (Biala)                                                          | Galicja | 74.5                                                              | 74.9                                                              | 78.2                                                              | 69.4                                                              | 27.5                                                              | część Bielska                                                     |
| Miasto Wilamowice (Wilmesau)                                                  | Galicja |                                                                   |                                                                   | 67.0                                                              | 66.0                                                              | 1.4                                                               | 74                                                                |
| Wieś Aleksandrowice (Alexanderfeld)                                           | Śląsk   | 84.4                                                              | 77.3                                                              | 87.3                                                              | 86.2                                                              | 70.9                                                              | część Bielska                                                     |
| Wieś Bystra Śląska (Deutsch Bistrai)                                          | Śląsk   | 76.9                                                              | 73.3                                                              | 64.2                                                              | 51.7                                                              | 45.4                                                              | 51                                                                |
| Wieś Hałcnów (Alzen)                                                          | Galicja |                                                                   |                                                                   | 74.4                                                              | 77.0                                                              | 66.3                                                              | 74                                                                |
| Wieś Kamienica (Kamitz) wraz z Olszówką Górną (Ober-Ohlisch)                  | Śląsk   | 90.0                                                              | 89.5                                                              | 87.1                                                              | 92.3                                                              | 76.4                                                              | brak danych                                                       |
| Wieś Komorowice Śląskie (Batzdorf)                                            | Śląsk   | 54.0                                                              | 47.5                                                              | 49.4                                                              | 75.4                                                              | 15.5                                                              | 56                                                                |
| Wieś Lipnik (Kunzendorf) wraz z Leszczynami (Nussdorf)                        | Galicja |                                                                   |                                                                   | 67.7                                                              | 57.0                                                              | 29.9                                                              | 46                                                                |
| Wieś Międzyrzecze Górne (Ober-Kurzwald)                                       | Śląsk   | 62.0                                                              | 64.8                                                              | 62.4                                                              | 66.5                                                              | 68.7                                                              | 67                                                                |
| Wieś Mikuszowice Śląskie (Nickelsdorf) wraz z Olszówką Dolną (Nieder-Ohlisch) | Śląsk   | 85.9                                                              | 79.4                                                              | 83.6                                                              | 82.9                                                              | 73.7                                                              | brak danych                                                       |
| Wieś Stare Bielsko (Alt-Bielitz)                                              | Śląsk   | 86.2                                                              | 84.7                                                              | 89.4                                                              | 91.9                                                              | 81.3                                                              | 81                                                                |
| Wieś Wapienica (Lobnitz)                                                      | Śląsk   | 90.2                                                              | 66.1                                                              | 75.1                                                              | 77.6                                                              | 82.3                                                              | 82                                                                |

Współcześnie większość z nich – z wyjątkiem Bystrej, Międzyrzecza i Wilamowic – wchodzi w skład miasta Bielska-Białej. Trzy jego prawobrzeżne dzielnice – Komorowice Krakowskie (Mückendorf), Mikuszowice Krakowskie (Mikuschowitz) oraz Straconka (Drösseldorf) – choć pierwotnie prawdopodobnie niemieckie uległy asymilacji i nie były zaliczane do wyspy w XIX i XX wieku. W czasach austriackich odsetek ludności niemieckojęzycznej miał w powiecie politycznym Bielsko tendencję wzrostową, np. w Jasienicy urósł z 2,6% w roku 1880 do 22,8% w 1910.

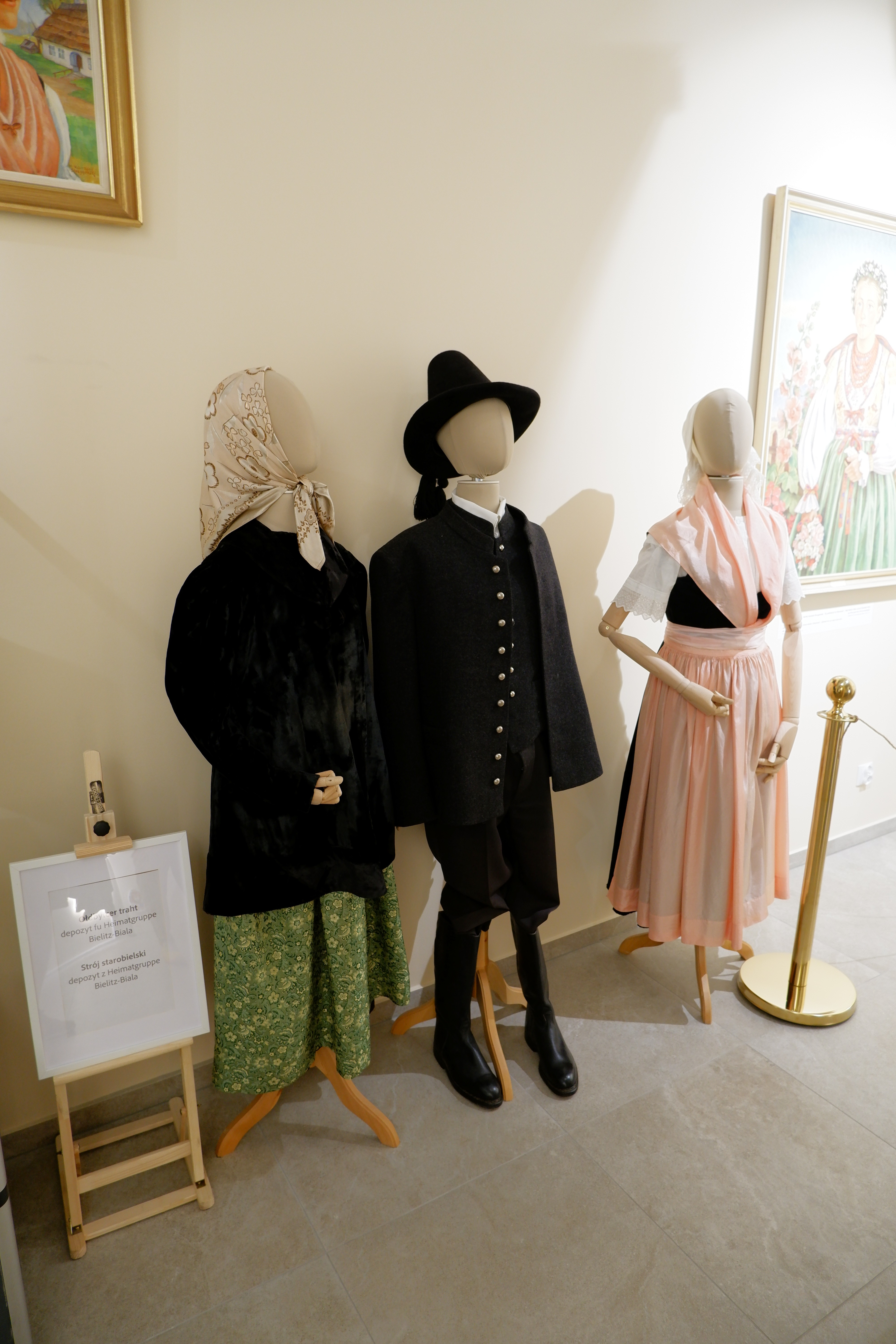
Regionalny strój starobielski z I połowy XX wieku (fragment ekspozycji Muzeum Kultury Wilamowskiej)

Podczas I wojny światowej środowiska niemieckie po raz kolejny podjęły starania o przyłączenie do Śląska przyległych terenów Galicji. Pod koniec 1915 wizytującego Bielsko namiestnika wojskowego Galicji, Hermanna Collarda o ustanowienie granicy na Sole. W następnym roku wystosowano memoriał o przyłączenie powiatów bialskiego, oświęcimskiego i żywieckiego. Żądania te nasiliły się już nie tylko wśród bielsko-bialskich czy śląskich Niemców po wydaniu aktu 5 listopada 1916, kiedy pojawiła się groźba odłączenia Galicji od Austrii i na początku 1917 po wydaniu książki Gerharda Seeligera pt. Das Deutschtum in den Westbeskiden und die Herzogtumer Auschwitz und Zator, która starała się udowodnić tezę, że tereny te rzekomo zachowały niemiecki charakter pomimo przynależności do Polski w wiekach XVI do XVIII. Żądania przyłączenia terenów czysto polskich mogły być aczkolwiek częścią taktyki przed planowanymi ustępstwami w pertraktacjach.
Po wojnie środowiska niemieckie były nieco zdezorientowane. Pewne nadzieje wiązano z powstałym 21 października 1918 w Wiedniu Deutschösterreichische Nationalversammlung, które miało dążyć do zachowania spójności Przedlitawii. W spotkaniu przedstawicieli niemieckich partii 23 października postanowiono starać się o powstanie samodzielnego państewka śląskiego, do którego dołączono by Białą, Morawską Ostrawę i Mistek. 12 listopada Polska Komisja Likwidacyjna przejęła władzę w Białej. 22 listopada 1918 roku Niemiecko-Austriackie Zgromadzenie Narodowe Republiki Austriackiej w Wiedniu ogłosiło łączność z bielsko-bialską wyspą językową. Kres tym planom położyła Czechosłowacja, która przejęła kontrolę na obszarami zamieszkałymi przez Niemców sudeckich. W konsekwencji rada miasta Bielsko postanowiła złożyć ślubowanie wierności Rzeczypospolitej w zamian za poszanowanie autonomii i praw ludności niemieckiej.
Po wojnie polsko-czechosłowackiej, niezrealizowanym plebiscycie i arbitralnym podziale Śląska Cieszyńskiego całość wyspy została przyłączona do państwa polskiego. Nasiliły się tendencje polonizacyjne. W dobie ukształtowanych już tożsamości narodowych i panujących po obu stronach nastrojów nacjonalistycznych napotykały one na opór zwłaszcza w mieście Bielsku, nazywanym ze względu na swoją silną niemiecką tożsamość małym Berlinem. Na przykład polskie nazewnictwo ulic wprowadzono tam dopiero w roku 1929 po długim procesie z Ministerstwem Spraw Wewnętrznych. Z drugiej strony nie wszyscy mieszkańcy wyspy używający niemieckich dialektów utożsamiali się z narodowością niemiecką – brak takiej identyfikacji był szczególnie charakterystyczny dla wilamowian, akcentujących swoją odrębność i podkreślających związki z innymi germańskimi narodami – z Holendrami czy z Anglikami.

### II wojna światowa i po 1945
Po zajęciu Bielska podczas II wojny światowej połączono powiaty bielski i bialski tworząc powiat Bielitz, przedłużając jego wschodnią granicę do Skawy, dalej niż żądały tego miejscowe środowiska niemieckie w 1917. Przeprowadzono akcje wysiedlenia ludności polskiej koło Oświęcimia i Żywca celem osadzenia ludności niemieckiej, na dużo większą skalę niż w powiecie Teschen.

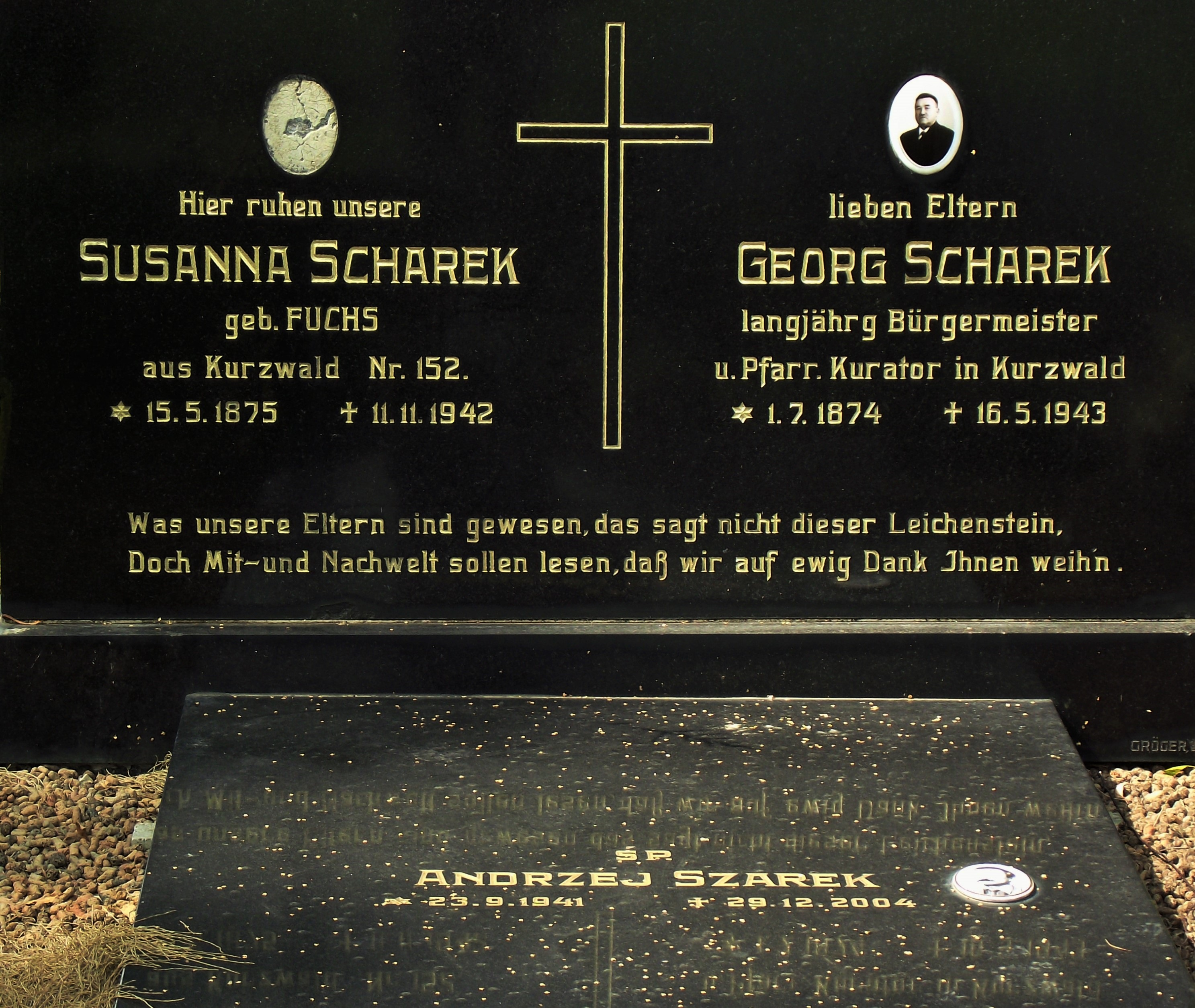
Grobowiec rodzinny w Międzyrzeczu – napisy zmarłych przed 1945 po niemiecku, na dolnej płycie późniejsze polskie epitafium, przykład powojennej polonizacji pozostałej ludności niemieckiej

Po zakończeniu wojny nastąpiły wysiedlenia ludności niemieckiej, co oznaczało kres istnienia wyspy językowej. W 2016 ziomkostwa dawnych bielszczan i bialan funkcjonowały w miastach Lippstadt, Brunszwiku, Hanowerze, Oldenburgu oraz Donauwörth, do 2023 ich liczba spadła do trzech (Brunszwik/Wolfenbüttel, Lippstadt i Donauwörth). Ich miejsce zajęli przybysze z innych regionów Polski, w pierwszym rzędzie z pobliskich wiejskich terenów Śląska i Małopolski, oraz po części również przesiedleńcy z Kresów Wschodnich i osadnicy z centralnej Polski. Niemniej niemała część osób niemieckiego pochodzenia pozostała nad Białą, asymilując się kulturowo i językowo z miejscowymi oraz nowo przybyłymi Polakami, lub też decydując się na dobrowolną emigrację w późniejszych dekadach. W 1990 powstało w mieście koło mniejszości niemieckiej liczące w połowie lat 90. XX wieku około pięciuset członków, a w 2021 – dwudziestu ośmiu. Narodowość niemiecką w spisie powszechnym w 2002 zadeklarowało 146 osób, a w 2021 – 356 osób (oraz po kilka dziesiątek w ościennych gminach). Posługiwanie się językiem niemieckim w 2021 deklarowało 743 mieszkańców Bielska-Białej oraz kilkudziesięcioosobowe grupy w ościennych gminach. Przesiedlenia w stosunkowo najmniejszym stopniu dotknęły Wilamowice i mowa wilamowska (zobacz poniżej) zachowała się reliktowo do czasów współczesnych.

## Charakterystyka językowa

### Ogólnie
W ogólnych niemieckich opracowaniach dialektologicznych wyróżnia się Bielitzer Mundart – gwarę bielską – zaliczaną do niemieckiego dialektu śląskiego. Pierwszy szerszy opis tej gwary sporządził bialski lekarz Jacob Bukowski, który w 1860 roku wydał zbiór Gedichte in der Mundart der deutschen schlesisch-galizischen Gränzbewohner, resp. von Bielitz-Biala wraz ze słowniczkiem i krótkim opisem gramatycznym. Bukowski, bazując na odmianie z Białej, zwrócił uwagę na następujące cechy:
- przekształcenie się przyrostka -en tworzącego zazwyczaj w standardowym języku niemieckim formę bezokolicznika w -a, np. kajfa (kaufen, pol. kupować)
- zdrobnienia rzeczowników tworzone za pomocą przyrostka –la, a nie standardowego –lein lub –chen, np. Mäusla (Mäuschen, pol. myszka)
- zachowanie dyftongu ei w brzmieniu odpowiadającym pisowni (ej, a nie jak w języku standardowym aj)
- wydłużenie dyftongów ai i oi wymawianych jako aih i oih
- pojawianie się form aa lub oo tam, gdzie w standardowym języku niemieckim występuje dyftong au, np. bloo (blau, pol. niebieski), Baam (Baum, pol. drzewo)
- zastąpienie dyftongu eu przez ee, np. freen (freuen, pol. cieszyć)

Odmiana czasowników sein (być), haben (mieć) i werden (stawać się) po bielsko-bialsku według Bukowskiego:
|                           | sen  | hon  | wada/warda   |            | sen | hon | wada/warda     |
| ------------------------- | ---- | ---- | ------------ | ---------- | --- | --- | -------------- |
| 1. ech                    | bein | ho   | war/wad/ward | 1. wir/wer | sen | hon | wada/warda/wan |
| 2. du/de                  | best | host | werst/west   | 2. ihr/er  | set | hot | wad’t/ward’t   |
| 3. har/a, seh/sei, es/eis | ei   | hot  | wet/werd     | 3. sei/se  | sen | hon | wan/warda/waba |

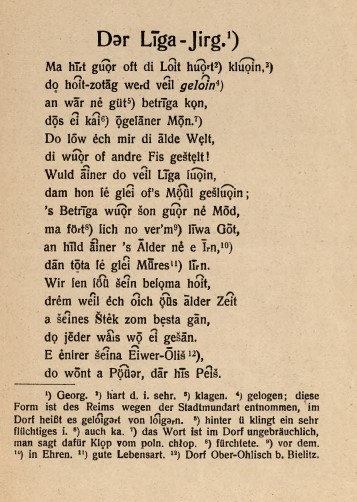
Wiersz Der Liega-Jirg (Jurek-kłamczuch) w zapisie fonetycznym zastosowanym przez Friedricha Bocka

Kontakty z językiem polskim wiązały się z obecnością w niemieckich gwarach śląsko-małopolskiego pogranicza polskich zapożyczeń. Słowniczek Bukowskiego wymienia m.in. pailza (paluszek), verzamekajn (zamknąć, zablokować) i zofa-gratsch (krok w tył, por. cofać się).
Friedrich Bock, autor Der Liega-Jirg. Gedicht in der Bielitzer Mundart z 1916 roku, zwracał uwagę na przykładzie słów die Augen (oczy) i der Baum (drzewo) na znaczne różnice między odmianami używanymi w poszczególnych miejscowościach. W Międzyrzeczu, Starym Bielsku i Kamienicy wyrazy te brzmiały die Auga i der Baum, podczas gdy w Olszówce, Lipniku oraz samym Bielsku i Białej die Aaga i der Baam. Na obszarze samego dwumiasta Bock wyróżnił dwa rodzaje dialektu – „całkowity” (voll) oraz „połowiczny” (halb). Pierwszy określany był jako pauerisch („chłopski”), był zbliżony do mowy okolicznych wsi i w czasach Bocka już zanikał, będąc typowym dla najniższych warstw ludności, np. opierających się industrializacji tkaczy prowadzących nadal małe przydomowe zakłady. Dialekt „połowiczny” stanowił pomost między pauerisch a literacką niemczyzną. Przykłady różnic, które Bock wymienia, to wymowa głoski b między samogłoskami jako w w dialekcie całkowitym (liczebnik sieben [siedem] to seiwa w pauerisch i siebm w gwarze miejskiej), sposób tworzenia zdrobnień (z końcówką -a w odmianie „całkowitej”, a poprzez przyrostki -le, -el oraz -erle w „połowicznej”) oraz różne brzmienie przeczenia nein [nie] (näh w wersji miejskiej oraz naj w „chłopskiej”).
Wraz ze wzrostem poziomu alfabetyzacji ludności, która w 1910 roku wyniosła 95,8% w powiecie bielskim i 86,7% w bialskim, upowszechnieniem szkolnictwa i prasy, tradycyjne gwary zaczęły stopniowo tracić na znaczeniu na rzecz literackiego języka niemieckiego Hochdeutsch. W publikacjach popularnonaukowych i wspomnieniowych często wyróżnia się Stare Bielsko jako miejscowość, w której miała najdłużej zachowywać się na dużą skalę gwara w swej postrzeganej jako archaiczna postaci.

#### Zdania Wenkera
Wybrane tzw. zdania Wenkera używane do porównań dialektologicznych w Niemieckim Atlasie Językowym (Deutscher Sprachatlas) zanotowane w odmianie dla Starego Bielska w 1917 przez Friedricha Bocka:
| Odmiana starobielska                                                              | Standardowy język niemiecki i tłumaczenie polskie |
| --------------------------------------------------------------------------------- | --- |
| Em Winter flīga di trȯjga Blė̄ter e dr Lȯft rem                                    | Im Winter fliegen die trocknen Blätter in der Luft herum (Zimą latają suche liście w powietrzu)                                                                                     |
| Es hīrt glej ȯf zo schnejn, dann wird dọs Wātr wejder be̩sser                      | Es hört gleich auf zu schneien, dann wird das Wetter wieder besser (Zaraz przestanie padać śnieg, potem pogoda znowu się polepszy)                                                  |
| Gej Kọ̄la en Öȗwa dọ̄ di Millech bald zo Kȯcha ọ̄fe̩ngt                               | Gib Kohlen in den Ofen, dass die Milch bald zu kochen anfängt (Daj węgiel do pieca, żeby mleko zaraz zaczęło się gotować)                                                           |
| Dar güte ālde Klop ej mit dem Fārd döch's Ejs gebro̬cha en as kālde Wọsr gefolla   | Der gute alte Mann ist mit dem Pferde durch’s Eis gebrochen und in das kalte Wasser gefallen (Dobry stary mężczyzna z koniem załamał się na lodzie i wpadł do zimnej wody)          |
| Hār ej for fīr ọdr sāiks Wọcha geschtūrwa                                         | Er ist vor vier oder sechs Wochen gestorben (Umarł cztery albo sześć tygodni temu)                                                                                                  |
| Dọ̄s Fojr wọ̄r zo schto̬rk, di Kücha sen jöu unda ganz schwo̬rz verbrant              | Das Feuer war zu stark, die Kuchen sind ja unten ganz schwarz gebrannt (Ogień był za silny, ciasta są z dołu spalone zupełnie na czarno)                                            |
| Hār ißt di Ājer immer ọ̄ne Sālz an Faffer                                          | Er ißt die Eier immer ohne Salz und Pfeffer (On je jajka zawsze bez soli i pieprzu)                                                                                                 |
| Di Fiß tün mir hu͡ọrt wē, ich glọ̄j, ich họ̄ se dörchgela͡ufa                         | Die Füße tun mir sehr weh, ich glaube, ich habe sie durchgelaufen (Stopy bardzo mnie bolą, chyba je przechodziłem)                                                                  |
| Ich bejn be̩ der Frā gewāst an họ̄ 's ir gesọ̄jt, sej wuld 's āch irer Tochter su͡ọjn | Ich bin bei der Frau gewesen und habe es ihr gesagt, sie wollte es auch ihrer Tọchter sagen (Byłem u tej kobiety i powiedziałem jej to, ona chciała to też swojej córce powiedzieć) |
| Ich wejl 's āch ni mej wejder tǖn                                                 | Ich will es auch nicht mehr wieder tun (Też tego nie chcę już nigdy więcej robić)                                                                                                   |
| Ich schlọ̄ dich glej mit em Kọ̄chleffl em di Örn, dü Ȯff                            | Ich schlage dich gleich mit dem Kochlöffel um die Ohren, du Affe (Uderzę cię zaraz chochlą po uszach, ty małpo)                                                                     |
| Wö͡u gejst dü hejn, söll wir met dir gejn?                                         | Wo gehst du hin, sollen wir mit dir gehn? (Dokąd idziesz, mamy iść z tobą?) |

### Język hałcnowski i wilamowski

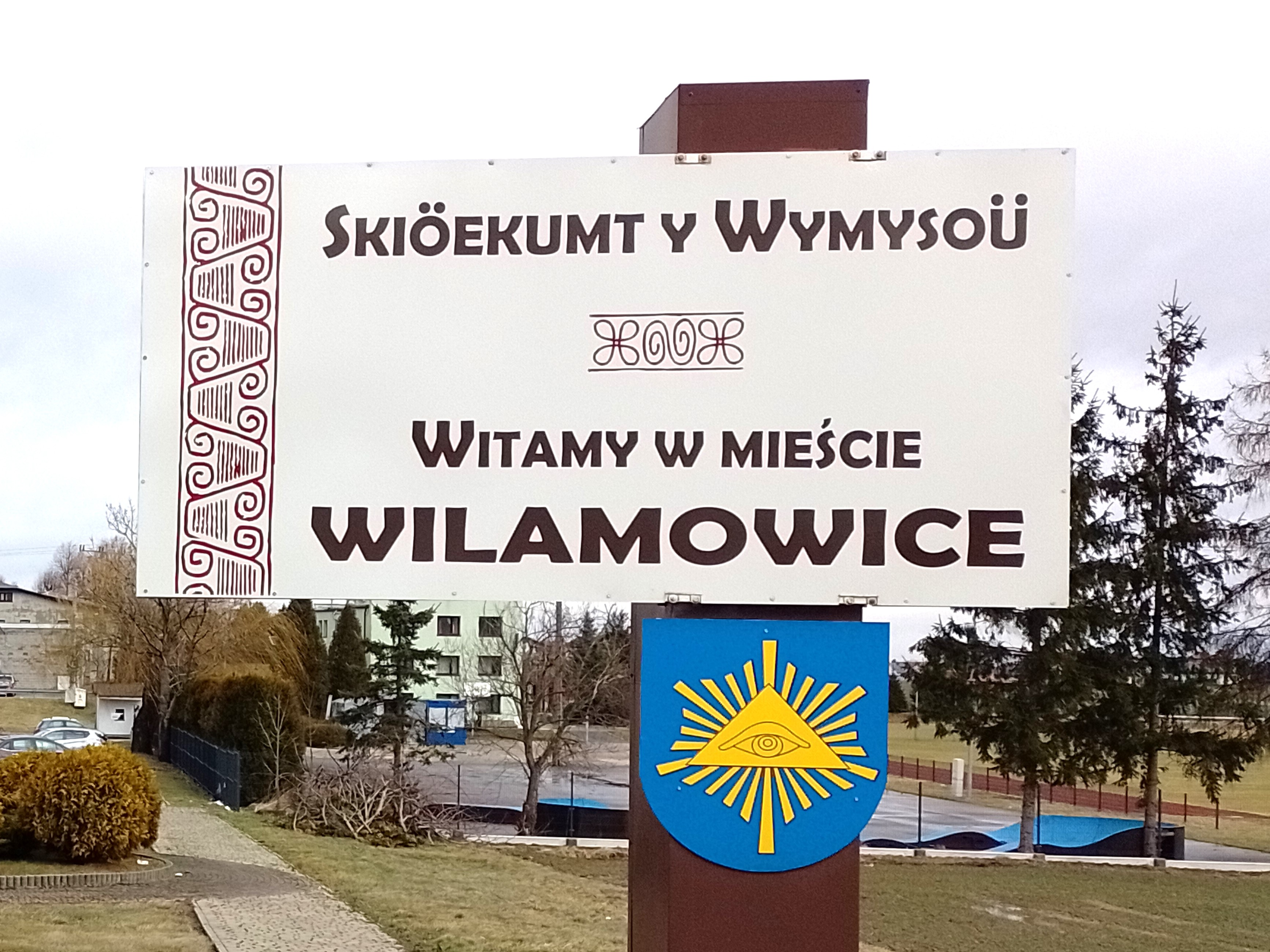
Napis Witamy w Wilamowicach po wilamowsku na tablicy wjazdowej do miasteczka

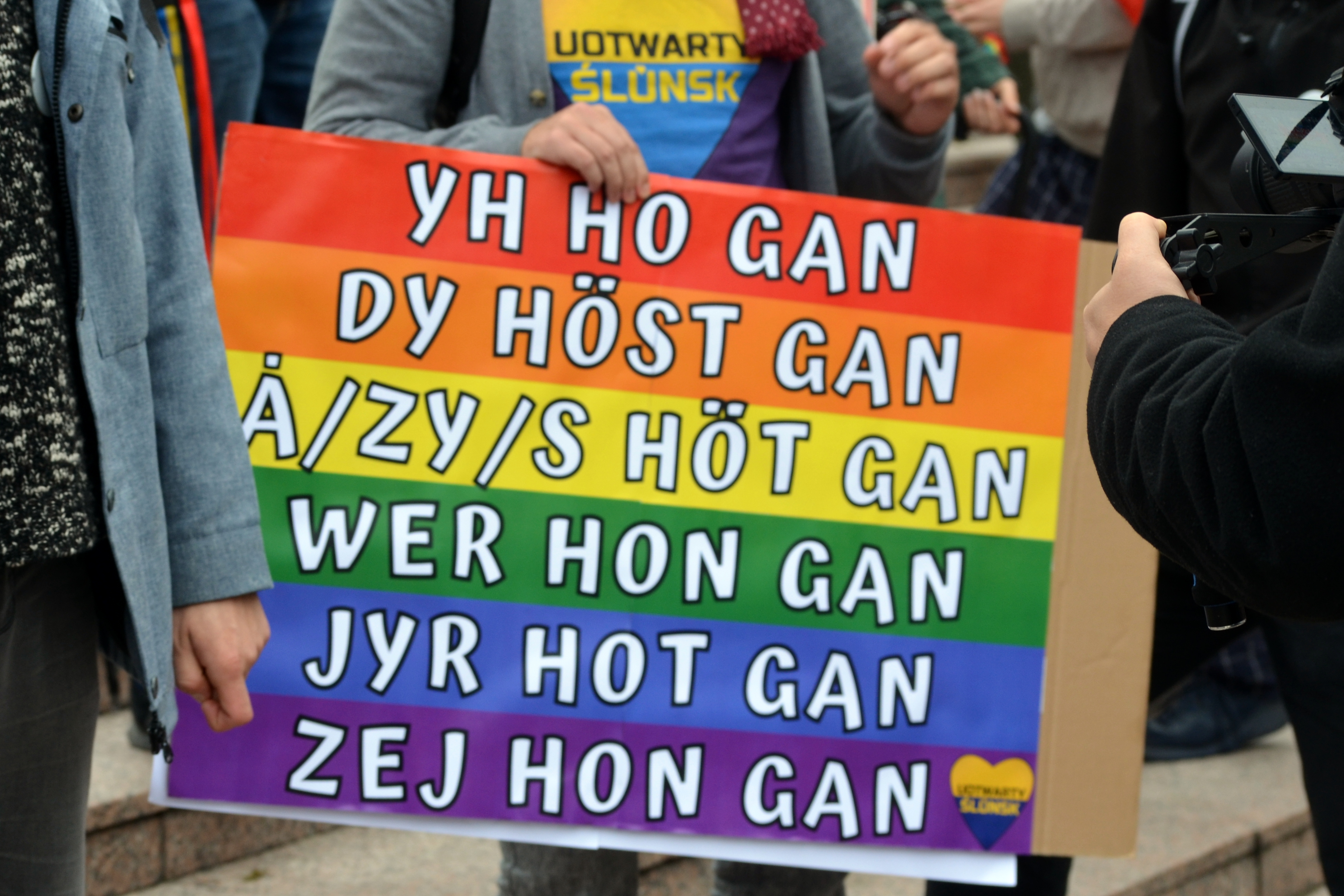
Odmiana słowa kochać po wilamowsku, Marsz Równości w Bielsku-Białej 2021

Na osobne wyróżnienie zasługują gwary Hałcnowa i Wilamowic, które doczekały się wykształcenia swoich mikrojęzyków literackich.
Wilamowski (wymysiöeryś) jest najlepiej poznanym i udokumentowanym oraz najbogatszym literacko etnolektem z obszaru bielsko-bialskiej wyspy językowej. Z lingwistycznego punktu widzenia jest to jedna z gwar śląskoniemieckich, ale niektórzy badacze w przeszłości twierdzili, że wykazuje on wpływy również dolnoniemieckie, fryzyjskie, niderlandzkie, a nawet angielskie, wzbogacone zapożyczeniami i kalkami polskimi. Sami wilamowianie w dużej mierze nie identyfikowali się z narodowością niemiecką i pielęgnowali przekonanie o pochodzeniu swoich przodków z Flandrii lub Fryzji. Dzięki temu uniknęli przymusowych wysiedleń do Niemiec (jakkolwiek wielu musiało opuścić swoje pierwotne domostwa, jak też było ofiarami wywózek do ZSRR), jednakże powojenny ostracyzm wobec ich germańskiego języka, a w pierwszych powojennych latach wręcz administracyjny zakaz jego używania, doprowadziły do zaniku jego znajomości wśród kolejnych pokoleń. W 2016 liczbę rodzimych użytkowników języka wilamowskiego szacowano na 25, ponadto około 350 osób znało go biernie. Funkcjonuje on jako regionalna ciekawostka i ważny element lokalnej tożsamości. Próby jego zachowania, a nawet odrodzenia (rewitalizacja językowa), podejmowane są przez grono aktywistów na czele z Tymoteuszem Królem i Justyną Majerską-Sznajder. Po wilamowsku pisali m.in. Florian Biesik (1849–1926), autor poematu Of jer wełt (Na tamtym świecie) i twórca wilamowskiego alfabetu, oraz Józef Gara (1929–2013).
Przykładowy tekst w języku wilamowskim – początek pierwszego rozdziału Małego Księcia w tłumaczeniu Tymoteusza Króla i Joanny Maryniak (2019):
Wi'h hot zȧhs jür, zoh yh ȧmöł ȧ wunderśejn obrozła y ȧm bihła fum Ürpuś, wo his „Ejwerławty kistiöeryja”. S'śtełt ȧ boȧyter für, wo zy śłung ȧ roüpfi. Dos ej ȧ kopi fum obrozła: []

Ym bihła ziöet mȧ: „Dy boȧytyn śłyngja jyr öpfer uf ȧmöł, ony koüyn. Nöhta kyna zi zih mej ny rjyn ȧn zy śłöfa diöh zȧhs mönda ȧn cjen”. Derzȧnk kom's mer hefa fun wundermjera ym rȧnpuś ȧj, merhołw derkom yh cy dam, myt ȧm fiöerwikja blȧjśtift, mȧj jyśt obrozła ufcymöła. Mȧj obrozła numer 1 śoüt ȧzu oüs: []
Hałcnowski (altsnerisch, ajlznerisch) był blisko spokrewniony z wilamowskim, wykazywał jednak mniej cech nie-niemieckich, a sami hałcnowianie w odróżnieniu od mieszkańców Wilamowic charakteryzowali się w XIX i XX wieku z reguły silną niemiecką tożsamością narodową. Twórcą literackiego mikrojęzyka hałcnowskiego był Karl Olma (1914–2001).
W sierpniu 2013 roku na terenie Bielska-Białej mieszkało jeszcze osiem osób znających hałcnowski, najstarsza z nich miała około 90 lat, najmłodsza 75. Rzekomą praojczyzną niemieckich mieszkańców dawnej wsi jest dolnofrankońskie miasto Alzenau, którego nazwa brzmi podobnie do Alzen, niemieckiej nazwy Hałcnowa (gwarowo Alza). Legenda ta została spopularyzowana w poezji Karla Olmy:
| De jeschta Ajlzner Vu Alzenaa em Fränkischa met Bow an Kejnd, met Fad an Rejnd, de Schles ganz düöchj wie Schnepf an Schtüöchj sän se gezünj, bi se verlüönj em Bajgsgehelz ne wäjt vu Beltz de Wanderlost... | Die ersten Alzner Von Alzenau im Fränkischen mit Weib und Kind, mit Pferd und Rind, Schlesien ganz durch wie Schnepfe und Storch sind sie gezogen, bis sie verloren im Berggehölz nicht weit von Bielitz die Wanderlust... | Pierwsi hałcnowianie Z Alzenau we Frankonii z niewiastą i dzieckiem, z koniem i bydlęciem, przez cały Śląsk jak słonka i bocian się przemieszczali, aż stracili w górskim lesie niedaleko od Bielska ochotę do wędrówki... |

W 1958 roku miasto Alzenau objęło patronat nad hałcnowianami, którzy po II wojnie światowej zostali zmuszeni do opuszczenia swoich rodzinnych stron. W dokumencie potwierdzającym nadanie patronatu napisano, że dzięki temu wydarzeniu „powstał idealny pomost między ich małą ojczyzną, a ojczyzną ich praprzodków”.
Przykładowe hałcnowskie zdania w zapisie autorstwa Marka Dolatowskiego:
| hałcnowski                        | niemiecki                                | polski                                    |
| --------------------------------- | ---------------------------------------- | ----------------------------------------- |
| Ech von ü Bülts-Biala.            | Ich wohne in Bielitz-Biala.              | Mieszkam w Bielsku-Białej.                |
| 'S ret scho nimant altsnerisch.   | Es redet niemand mehr alznerisch.        | Nikt już nie mówi po hałcnowsku.          |
| Mei bohf hot näunundzibtsik iühr. | Meine Frau ist neunundsiebzig Jahre alt. | Moja żona ma siedemdziesiąt dziewięć lat. |